# Poecillastra laminaris
Poecillastra laminaris är en svampdjursart som först beskrevs av William Johnson Sollas 1886.  Poecillastra laminaris ingår i släktet Poecillastra och familjen Pachastrellidae. Inga underarter finns listade i Catalogue of Life.